# Promachus sinaiticus
Promachus sinaiticus är en tvåvingeart som beskrevs av Efflatoun 1934. Promachus sinaiticus ingår i släktet Promachus och familjen rovflugor. Inga underarter finns listade i Catalogue of Life.